# تود هاليت
تود هاليت (بالإنجليزية: Todd Hallett)‏ هو مجدف كندي، ولد في 12 مايو 1970 في Shelburne, Nova Scotia ‏ في كندا.

## وصلات خارجية
- تود هاليت على موقع الاتحاد الدولي للتجديف (الإنجليزية)
- تود هاليت على موقع اللجنة الأولمبية الدولية (الإنجليزية)
- تود هاليت على موقع أوليمبيديا (الإنجليزية)